# Norton Abrasives
Norton Abrasives de Worcester, Massachusetts est le plus grand fabricant et fournisseur de produits abrasifs aux États-Unis, pour les applications commerciales, des ménages, de l'automobile et la finition d'utilisation.
La société Norton a été fondée en 1885 par un groupe de céramistes de Worcester, dans le Massachusetts. Le groupe a commencé à fabriquer le premier produit en masse, de précision, de la meule pour répondre à l'essor américain de l'industrie et au besoin croissant de produits abrasifs.
En 1990, le groupe a été acheté par Saint-Gobain. Norton se spécialise dans la fabrication de produits abrasifs pour des applications dans la carrosserie, la construction, le soudage dans l'industrie et la marine ainsi que pour les entrepreneurs et les consommateurs direct.

## Origines et Histoire
Les racines de la société se retrouvent dans une boutique de poterie de Worcester, inaugurée en 1858 par Franklin Norton et son cousin plus âgé Frederick Hancock. La boutique est spécialisée dans le grès pour la poterie. En 1873, un employé de la boutique, Sven Pulson, a inventé une meule qui était supérieure à la plupart des concurrents sur le marché, conçue par le mélange de l'argile avec de l'émeri et de l'eau. Comme le besoin de meules était en expansion, Frank Norton breveté l'invention et a commencé à fabriquer cette meule. En 1885, Frank Norton a des soucis de santé et Frederick Hancock manque d'intérêt pour le nouveau produit, ce qui a entraîné la nécessité de vendre l'entreprise.
En 1880, lorsque Frank Norton est venu vendre son activité, Jean Jeppson a été rapide à l'acheter, en partenariat avec des associés, Walter Messer et Charles Allen; Worcester Polytechnic Institute professeurs, Milton Prince Higgins et George I. Alden; et Washburn & Moen employés Fred Harris Daniels et Horace A. les Jeunes.
Les partenaires ont construit une nouvelle usine à la périphérie de la ville, dans le quartier de Greendale. L'usine n'était pas seulement importante pour la société pour l'innovation, mais aussi pour sa proximité avec deux grands chemins de fer pour le transport. Les actionnaires ont préféré que les dividendes soient réinvestis et les salaires maintenus à des niveaux raisonnables.
Le pivot de la croissance de Norton est dès le début l'accent mis sur le marketing. La société a introduit une série de brochures et de la documentation, qui a détaillé les subtilités de chaque meule et conseillé les utilisateurs sur les avantages pour les applications souhaitées. Dès le milieu des années 1890, Norton a approvisionné le plus grand inventaire de meules dans le monde, et assuré leur distribution dans Chicago (1887), la Ville de New York (1904), et peu de temps après, à travers l'Europe.
L'un des éléments les plus importants pour la croissance de l'entreprise a été l'expansion dans le secteur des machines-outils vers 1900. Grâce à un partenariat avec Charles H. Norton. Norton Meulage a connu peu de succès, mais bénéficié des besoins industriels de la première Guerre Mondiale et de l'automobile en Amérique lors du boom de cette industrie, qui a commencé une période de croissance explosive. En 1904, Aldus Higgins, employé de  Norton, a inventé un refroidissement par eau de la fournaise, ce qui était crucial à l'époque.
En 1914, Henry Ford, est passé à l'achat de trente-cinq Meuleuses Norton, ce qui l'a incité à faire remarquer que le processus de l'usinage par abrasif est vital sans sa "capacité à produire des voitures à vendre pour moins de mille dollars", car sans ces processus, "ces mêmes voitures coûteraient au moins cinq mille dollars. En 1931, Norton a réalisé sa première acquisition, lors de l'achat de la Behr-Manning société de Watervliet, New York. Cet achat a ajouté l'abrasif et papier de verre à ses lignes de produits. L'industrie de l'automobile devint bientôt le plus gros client de Norton, qui a ensuite progressivement perdu la plupart de sa part de marché au milieu des années 1950.
Au milieu des années 1950, avec des ventes de plus de 30 millions de dollars, Behr-Manning a été complètement absorbé dans Norton. En 1962, Norton est devenue une Société anonyme avec appel public à l'épargne. Les descendants des fondateurs, John Jeppson et Milton Higgins ont géré l'entreprise jusque dans les années 1970, y compris John Jeppson II.
Norton a également été un chef de file dans la conception et la construction de machines de meulage pour la production de masse.
En 1990, le français Saint-Gobain a racheté la société Norton Abrasives.